# فأسقيناكموه

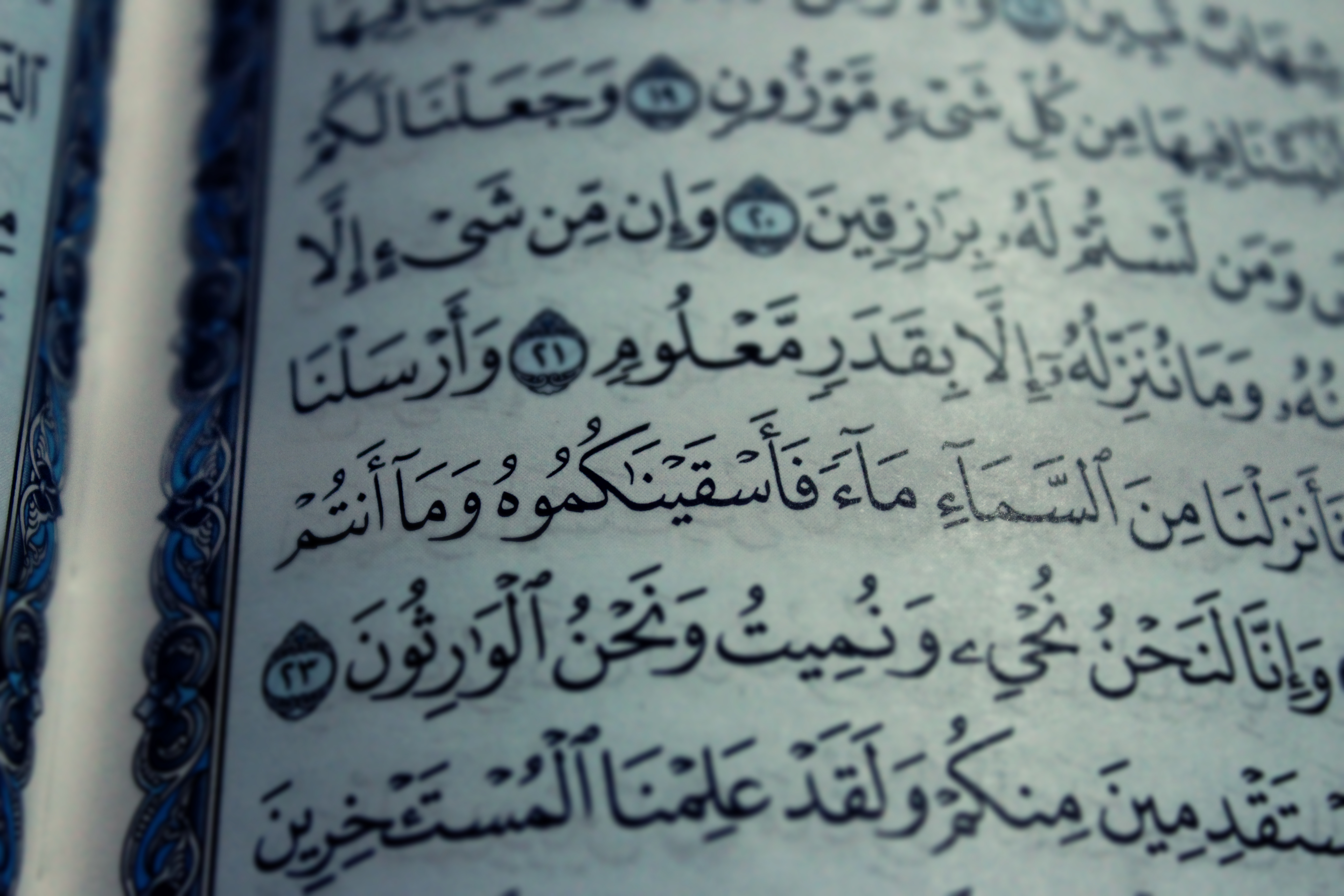
أطول كَلمة في القرآن الكريم «فَأَسْقَيْنَاكُمُوهُ»

فَأَسْقَيْنَاكُمُوهُ هي أطولُ كلمةٍ في القرآن، وكانت قد ذُكرت في سورة الحجر ﴿وَأَرْسَلْنَا الرِّيَاحَ لَوَاقِحَ فَأَنْزَلْنَا مِنَ السَّمَاءِ مَاءً فَأَسْقَيْنَاكُمُوهُ وَمَا أَنْتُمْ لَهُ بِخَازِنِينَ ۝٢٢﴾ [الحجر:22]، وتتكون من 11 حرفًا.

## أفإستسقيناكموها
تذكر بعض المصادر أنَّ كلمة أَفَإِستَسقَينَاكُمُوها هي أطولُ كلمةٍ عربيةٍ مركبةٍ تتكون من 15 حرفًا.[بحاجة لمثال] كما تنتشر عبر الإنترنت كلمة أَفَإِستَسقَينَاكُمُوهما كأطولُ كلمةٍ تتكون من 16، ولكن لا تُوجد مصادر تدعم ذلك.[بحاجة لمصدر]

## وصلات خارجية
- الكلمات الطُولى في القرآن الكريم: دراسة لغوية نسخة محفوظة 24 يناير 2023 على موقع واي باك مشين..